# Asträsk
Asträsk är en sjö i Gotlands kommun i Gotland och ingår i Snoderåns huvudavrinningsområde. Sjön är 10,5 meter djup, har en yta på 0,038 kvadratkilometer och är belägen 35,5 meter över havet. Vid provfiske har bland annat abborre, gädda, id och ål fångats i sjön.

## Fisk
Vid provfiske har följande fisk fångats i sjön:
- Abborre
- Gädda
- Gös
- Id
- Löja
- Mört
- Sarv
- Sutare